# Gravina in Puglia
Gravina in Puglia (latin: Silvium) är en kommun i storstadsregionen Bari, innan 2015 provinsen Bari, i regionen Apulien i sydöstra Italien. Kommunen hade 43 816 invånare (2017).
En av stadens främsta sevärdheter är katedralen som är uppförd i romansk stil. Påven Benedictus XIII föddes i staden 1649.